# Альберто Ді К'яра
Альберто Ді К'яра (італ. Alberto Di Chiara, нар. 29 березня 1964, Рим) — італійський футболіст, що грав на позиції захисника, півзахисника. По завершенні ігрової кар'єри — тренер.
Виступав, зокрема, за «Фіорентину» та «Парму», а також національну збірну Італії. Володар Кубка Кубків УЄФА, Суперкубка УЄФА та Кубка УЄФА.

## Клубна кар'єра
Народився 29 березня 1964 року в місті Рим. Вихованець юнацьких команд «Беттіні Квадраро» та «Рома».
У дорослому футболі дебютував 1980 року виступами за «Рому», на відміну від свого старшого брата Стефано, який розпочав свою кар'єру склавді головного суперника «Роми» — «Лаціо». Альберто з «вовками» в першому ж сезоні виборов титул володаря Кубка Італії, але основним гравцем не став, зігравши за два роки лише 4 матчі в Серії А.
У сезоні 1982/83 виступав у Серії Б за «Реджяну», після чого перейшов у «Лечче». Він допоміг клубу досягти історичного першого виходу в Серію А за підсумками сезону 1984/85 років. Проте перебування в елітному дивізіоні для команди виявилося нетривалим, новачки здобули лише 5 перемог в 30 матчах, зайнявши останній рядок турнірної таблиці, після чого Альберто залишив команду. Протягом усіх трьох сезонів у клубі він виступав зі своїм старшим братом Стефано.
Своєю грою привернув увагу представників тренерського штабу «Фіорентини», до складу якого приєднався 1986 року. Відіграв за «фіалок» наступні п'ять сезонів своєї ігрової кар'єри. Більшість часу, проведеного у складі «Фіорентини», був основним гравцем команди. Найбільший успіх з командою він досягнув в сезоні 1989/90, коли дійшов з командою до фіналу Кубка УЄФА 1990 року.
1991 року уклав контракт з «Пармою», у складі якого провів наступні п'ять років своєї кар'єри гравця. Це був один з найуспішніших періодів в історії клубу, а Альберто здебільшого виходив на поле в основному складі команди під керівництвом Невіо Скала, сформувавши дует з атакуючим нападником Антоніо Бенарріво. Уже в першому ж сезоні клуб виграв Кубок Італії, а в наступному — Кубок володарів кубків та Суперкубок УЄФА. У сезоні 1994/95 Ді К'яра з командою став володарем Кубка УЄФА, а також фіналістом Кубка Італії.
Завершив професійну ігрову кар'єру у «Перуджі», за яку виступав протягом сезону 1996/97 років.

## Виступи за збірні
1985 року залучався до складу молодіжної збірної Італії. На молодіжному рівні зіграв у 2 офіційних матчах.
31 травня 1992 року дебютував в офіційних матчах у складі національної збірної Італії в товариській грі проти Португалії (0:0) під керівництвом Арріго Саккі. Протягом кар'єри у національній команді, яка тривала 2 роки, провів у формі головної команди країни 7 матчів.

## Кар'єра тренера
Після завершення ігрової кар'єри залишився в клубі і працював в прес-службі «Перуджі». Згодом став спортивним агентом, працюючи з такими гравцями як  Зісіс Врізас і Джамп'єро Пінці. У 2011 році він також став коментатором на телеканалі Premium Calcio. 
З 2013 по 2015 рік був асистентом Джузеппе Джанніні у збірній Лівану.
| Дата       | Місто                    | Господарі  | Результат | Гості      | Турнір            | Голи | Примітки |
| ---------- | ------------------------ | ---------- | --------- | ---------- | ----------------- | ---- | -------- |
| 31/05/1992 | Нью-Гейвен (Коннектикут) | Італія     | 0 – 0     | Португалія | U.S. Cup          | -    | 34'      |
| 06/06/1992 | Чикаго                   | США        | 1 – 1     | Італія     | товариський матч  | -    | 46'      |
| 09/09/1992 | Ейндговен                | Нідерланди | 2 – 3     | Італія     | товариський матч  | -    |          |
| 14/10/1992 | Кальярі                  | Італія     | 2 – 2     | Швейцарія  | Відбір до ЧЄ 1992 | -    |          |
| 18/11/1992 | Глазго                   | Шотландія  | 0 – 0     | Італія     | Відбір до ЧЄ 1992 | -    | 10'      |
| 19/12/1992 | Валлетта                 | Мальта     | 1 – 2     | Італія     | Відбір до ЧЄ 1992 | -    | 46'      |
| 14/04/1993 | Трієст                   | Італія     | 2 – 0     | Естонія    | Відбір до ЧЄ 1992 | -    |          |
| Усього     |                          | Матчів     | 7         |            | Голів             | 0    |          |

## Титули і досягнення
- Володар Кубка Італії (2):

«Рома»: 1980–81
«Парма»: 1991–92
- Володар Кубка Кубків УЄФА (1):

«Парма»: 1992–93
- Володар Суперкубка Європи (1):

«Парма»: 1993
- Володар Кубка УЄФА (1):

«Парма»: 1994–95